# Ambrosius Schlumpf (Politiker, 1497)
Ambrosius Schlumpf (* 1497 in St. Gallen; † 6. September 1566 ebenda) war ein Schweizer Politiker und Bürgermeister von St. Gallen (Schweiz).

## Leben
Ambrosius Schlumpf war der Sohn seines gleichnamigen Vaters, des Ratsherrn Ambrosius Schlumpf (* unbekannt; † 1529).
Er war Mitglied der Weberzunft und von 1530 bis 1532 Zunftmeister.
1532 erfolgte seine Wahl zum Amtsbürgermeister, Altbürgermeister und Reichsvogt; diese Ämter übte er im Dreijahresturnus gemeinsam mit Hans Rainsperg und Heinrich Komer bis 1540 und dann noch einmal, gemeinsam mit Hans Reiner (gewählt 1549), Ambrosius Aigen (gewählt 1551) und Kaspar Schlumpf (gewählt 1562) von 1548 bis 1566 aus.
1536 wurde er als Vertreter der Stadt St. Gallen zur Einigung auf das Erste Helvetische Bekenntnis entsandt.
Ambrosius Schlumpf war seit 1518 in erster Ehe mit Barbara Kaiser verheiratet, namentlich bekannt sind ihre Kinder:
- Martin (* 1522; † unbekannt)
- Erasmus (* 1524; † unbekannt)
- Ambrosius Schlumpf (* 1533 in St. Gallen; † 1594 ebenda), verheiratet mit Magdalena Werder (* unbekannt; † 1601 in St. Gallen)
- Ulrich (* 1536; † unbekannt)
- Heinrich (* 1542; † unbekannt)

In zweiter Ehe war er seit 1535 mit Kleophea (* unbekannt; † 6. September 1566 in St. Gallen), Tochter des Heinrich Hochreutiner, verheiratet, namentlich bekannt ist ihr Sohn:
- David Schlumpf (* 1545 in St. Gallen; † 1617 ebenda), verheiratet mit Katharina (* 1533 in St. Gallen; † unbekannt), einer Tochter des Joachim Haltmeyer

Er starb am gleichen Tag wie seine Ehefrau an der Pest.
Sein gleichnamiger Enkel, Ambrosius Schlumpf (1573–1635), war ebenfalls Bürgermeister in St. Gallen, von 1620 bis 1635.